# Herbita transversata
Herbita transversata là một loài bướm đêm trong họ Geometridae.